# Aula dei Mensores
L'Aula dei Mesnores (I,XIX,3) era la sede collegiale dei mensores frumentarii, responsabili per la misurazione e verifica della quantità di grano, che si trovava nella regio I della città romana di Ostia.

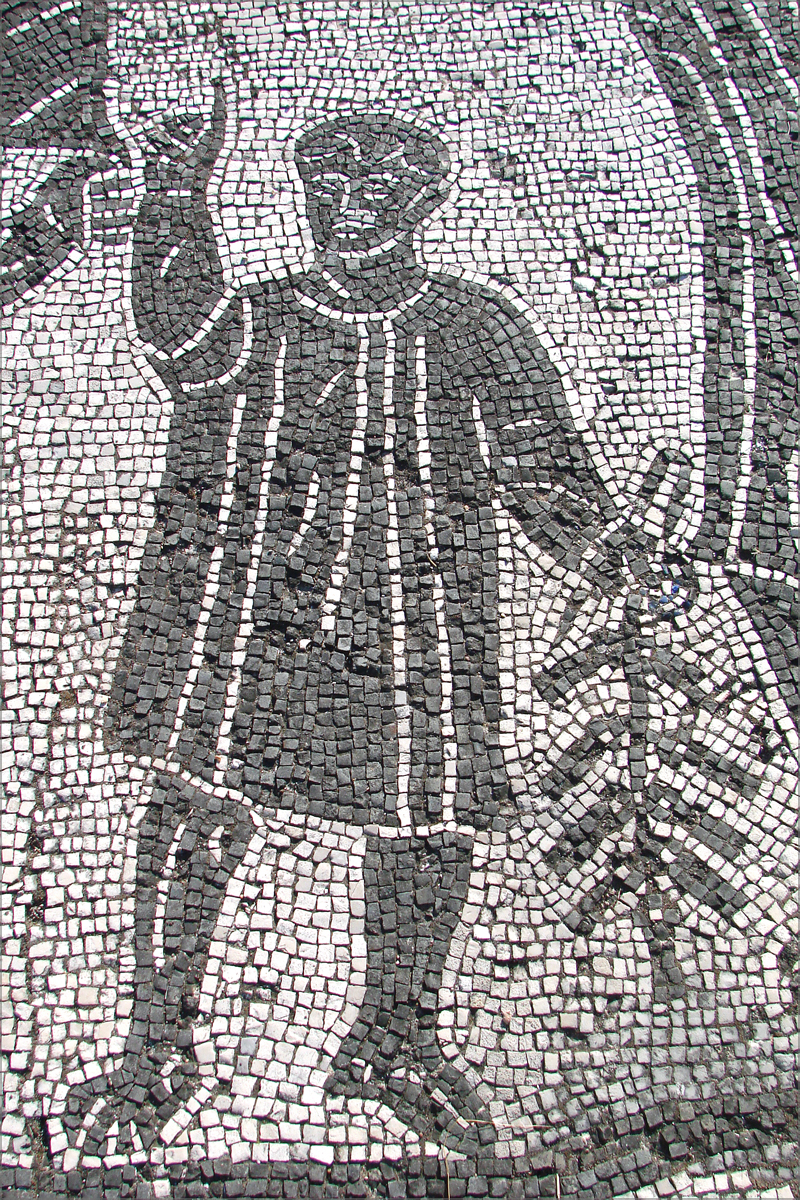
Dettaglio del mosaico

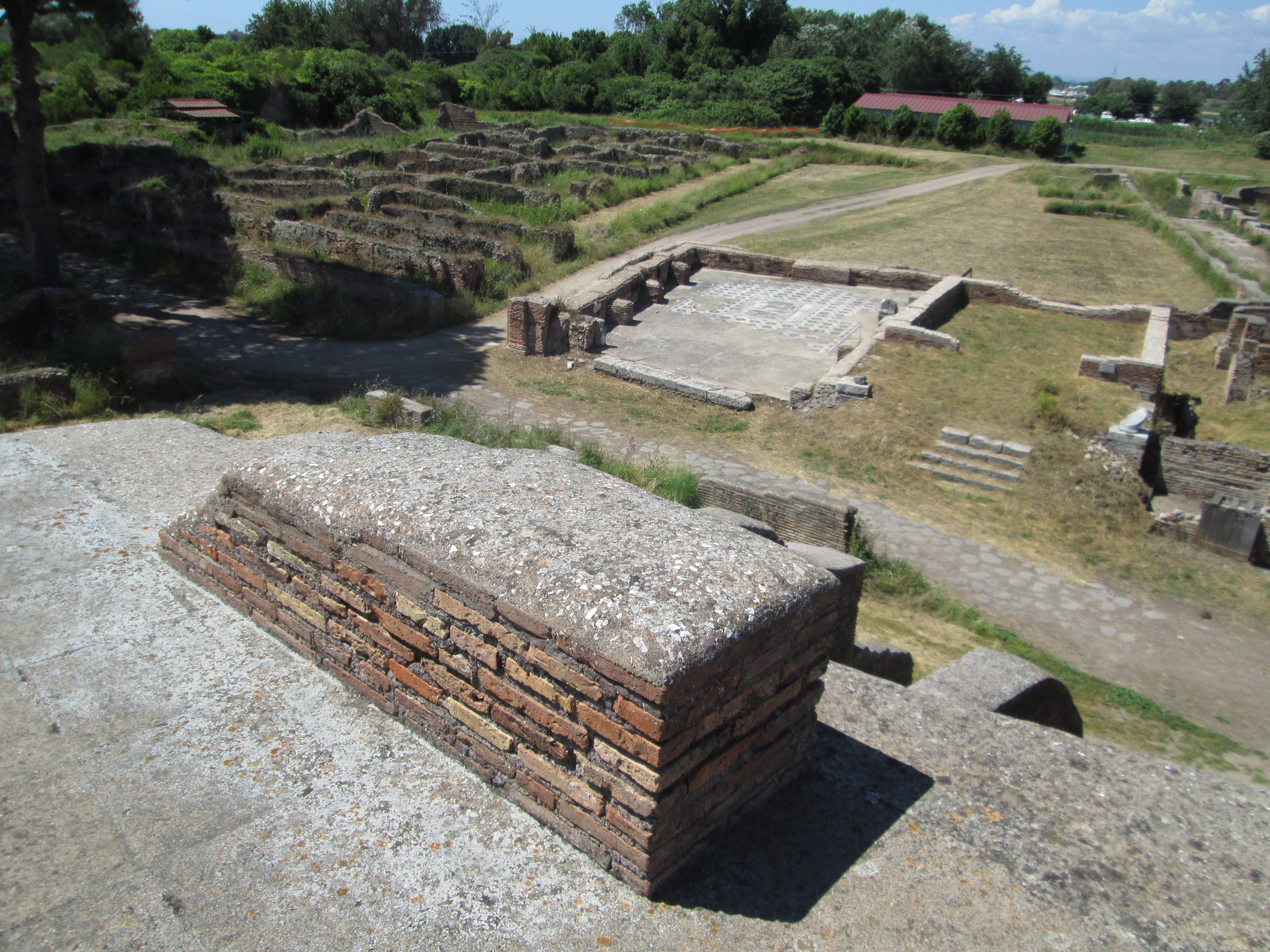
L'aula vista da sud est

## Descrizione
L'Aula si trova a nord ovest rispetto al Foro, affacciata a sud su via della Foce e confinante con il Tempio dei Mensores (I,XIX,2), a nord ovest con gli Horrea dei Mesnores (I,XIX,1), ed ad est con il Caseggiato con Fornace (I,XVII,1).
La sala ha una forma più o meno rettangolare, accessibile da via della Foce attraverso un ingresso largo sette metri. La muratura più antica (opus latericium e mixtum) è di epoca traianea (c. 112 d.C.), mentre le modifiche in mattoni sono state datate al tardo periodo severiano. In origine il soffitto della sala era sostenuto da un muro perimetrale sul lato ovest e nord e da pilastri addossati al muro ovest e sul lato est, ma successivamente lo spessore dei muri fu raddoppiato e furono aggiunti nuovi pilastri.
Sul pavimento è presente un mosaico bianco e nero, con poche tessere di pasta vitrea blu, che appartiene alla ricostruzione di epoca severiana; vi sono raffigurati misuratori di grano (mensores frumentarii) al lavoro. La prima persona da sinistra è piuttosto danneggiata, ma è rimasta una singola tessera blu tra i suoi occhi. La seconda porta un sacco di grano, poi c'è una figura piccola forse uno schiavo. La sua mano destra è alzata e sembra che con la mano e le dita sta indicando il numero 9. Nella sua mano sinistra (con alcune tessere blu) c'è un oggetto che sembra un ramo, ma in realtà è uno strumento tenuto in mano; si tratta di una corda con nove tavolette usata per contare il numero di sacchi arrivati dal porto. La metà destra del mosaico è occupata da tre persone attorno a una misura per il grano. A sinistra c'è il misuratore vero e proprio (mensor), con nella mano destra una livella (rutellum). Al centro c'è un facchino che ha appena svuotato un sacco o sta per portare il contenuto della misura a un magazzino. La persona all'estrema destra indica il numero 5.000 con la mano destra.

## Iscrizioni
Sul mosaico è possibile leggere la seguente iscrizione:
```
in
 
latino
 
  V[---]SEXHAGIHI[---]  
```

La sua interpretazione è dibattuta, e per una potrebbe tradursi con Ecco sei attendenti degli Horrea di Agilianis.